# Atmit
L’atmit est une bouillie de céréales spécialement fabriquée pour les personnes souffrant de malnutrition grave. Il permet de leur sauver la vie. En amharique, le mot atmit signifie « fine bouillie nourrissante ».

## Composition
L’atmit contient 50 % de fine farine d'avoine, 25 % de lait écrémé, 20 % de sucre et 5 % de vitamines et de minéraux.

## Utilisation
L’atmit est un aliment destiné à aider les personnes sous-alimentées au point de ne pas pouvoir digérer des céréales complètes ni de la nourriture composée de farine grossièrement moulue. Facilement assimilable, il est particulièrement étudié pour les enfants de cinq ans ou moins et les personnes âgées.
Les mères amènent leurs enfants pour qu'on les mesure et qu'on les pèse afin de déterminer s'ils sont suffisamment sous-alimentés pour que le produit leur soit bénéfique. On enseigne à la mère comment préparer la bouillie et comment la donner périodiquement à son enfant pendant la journée. Au bout d'une semaine, elle ramène l'enfant pour examen. En trois à quatre semaines, certains enfants réagissent bien. Pour d'autres, cela prend plus longtemps. Il faut les nourrir suffisamment longtemps avec ce complément pour qu'ils puissent ensuite prendre la même nourriture que les autres membres de leur famille. 

## Historique
L'atmit a commencé à être utilisé en tant que complément alimentaire d'urgence pendant la famine de 2003 en Éthiopie. Après avoir reçu, en Éthiopie, la formule de fabrication de l’atmit, les représentants de l'Église de Jésus-Christ des saints des derniers jours l'ont portée à des nutritionnistes de l'Université Brigham Young, pour en vérifier la valeur nutritive. L'Église a commencé la fabrication de l'atmit en 2003 et, de 2003 à 2005, en a produit 1350 tonnes dans les installations de transformation de produits laitiers des services d'entraide de l'Église à Salt Lake City. Pendant ce temps, l'atmit a été distribué par l'Église en Ouganda, au Soudan, en Afrique du Sud, en Haïti, à Gaza, au Bangladesh, en Indonésie et au Sri Lanka.

### Soudan
En 2004, diverses organisations ont commencé à travailler pour répondre aux besoins humanitaires résultant du conflit armé entre les groupes de rebelles et le gouvernement au Soudan et au Tchad. Cette action a permis de fournir aux populations de réfugiés approximativement 360 tonnes d'atmit. À cela s'est ajouté l'envoi de médicaments, de trousses d'hygiène et de couvertures, grâce au partenariat de diverses organisations dont le Croissant Rouge.

### Niger
En août 2005, le Islamic Relief décide d'envoyer de l'aide au Niger qui était en proie à un manque important de nourriture causé par la conjonction de deux problèmes simultanés : une invasion de criquets qui, en 2004, avaient dévoré toute la végétation, et une sécheresse sévère. Ces deux facteurs avaient quasiment détruit toutes les récoltes dans la majeure partie du pays et avaient entraîné une grave pénurie de semences pour les semailles futures. Ainsi, 36 tonnes d'atmit sont acheminées par avion, prévues pour secourir 7000 enfants sous-alimentés. La cargaison est arrivée en août à Niamey, où le Secours catholique l'a réceptionnée et a commencé à la transporter vers les centres d'alimentation.